# Trumeau

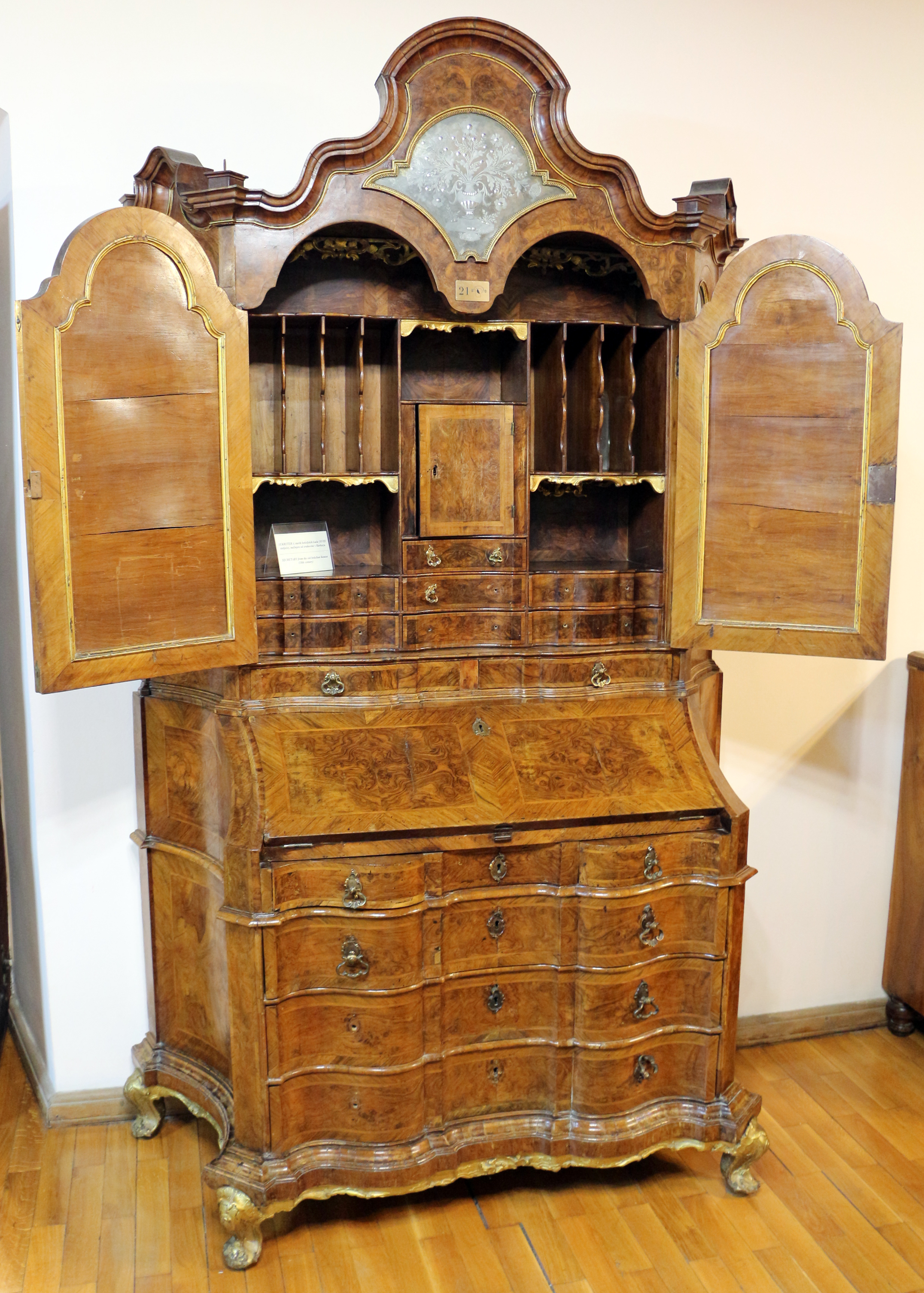
Trumeau del XVIII secolo lastronato in radica di noce

Un trumeau o trumò è un mobile a doppio corpo, di cui quello inferiore è costituito da un cassettone con alzata e quello superiore da una struttura arretrata, con due sportelli chiusi da specchi (molati o incisi) oppure da vetri e terminante con una cimasa. 
Il vocabolo francese è nato per indicare, nell'architettura gotica, un elemento scultoreo (o anche più semplicemente murario) che divide due aperture (porte o finestre).

## Dall'elemento architettonico al mobile
Nell'arte gotica e neogotica il trumeau (in italiano "tramezzo") è dunque elemento scolpito entro una nicchia, oppure una colonna col suo capitello, o un pilastro centrale che divide in due una apertura, come un portale (architettura) o una finestra. Se ne trovano esempi in Spagna, in Francia, in Inghilterra e anche in Italia. Si indica come trumeau - a volte in senso dispregiativo - anche il complesso di decorazioni (stucchi, dipinti, specchi, applique) che sovrastano un caminetto. 
Trumeau può essere anche l'arredo (dipinti, colonne, portalampade, tabernacolo) che è sopra un altare, quando si presenta particolarmente sontuoso e di gusto barocco. Il termine francese designa anche il decoro del muro (con dipinto incorniciato di stucchi o di legno dorato) sopra una porta e quello del muro tra due finestre o due portefinestre. A partire dal Settecento, il vocabolo indica anche lo specchio incorniciato, inserito tra due finestre e che serve ad aumentare la luminosità della stanza. Da questo specchio, il termine francese è passato ad indicare un mobile settecentesco, costituito da un cassettone con sopra una ribalta e un terzo elemento, l'alzata, chiuso da sportelli in genere dotati di specchio.

## Il trumeau-bureau
Il mobile noto come trumeau o trumò, in Francia detto bureau, fa la sua comparsa a Venezia nel Settecento. È il mobile che più di ogni altro esprime il gusto dell'arredamento rococò. Dotato di un piano centrale ribaltabile, che funge da scrittoio e che si apre su una piccola cassettiera, in alto ha una cimasa (o cappello) ad andamento curvilineo che a volte è impreziosita da elementi di legno scolpiti, da specchi al mercurio con dorature e con bronzi, e che termina con due ricci. Sotto il ripiano si nascondono scomparti segreti. La struttura interna è in pioppo (in Lombardia) o in abete (in Veneto).
A Venezia il trumeau, per quanto è stato possibile, è rimasto un mobile di dimensioni contenute, perché i salotti dei palazzi veneziani non sono mai stati ampi. In Lombardia invece il trumeau, in genere costituito da una struttura di legno dolce, con Impiallacciatura (o lastronatura) in legno di noce, acquistò ben altre imponenti proporzioni.

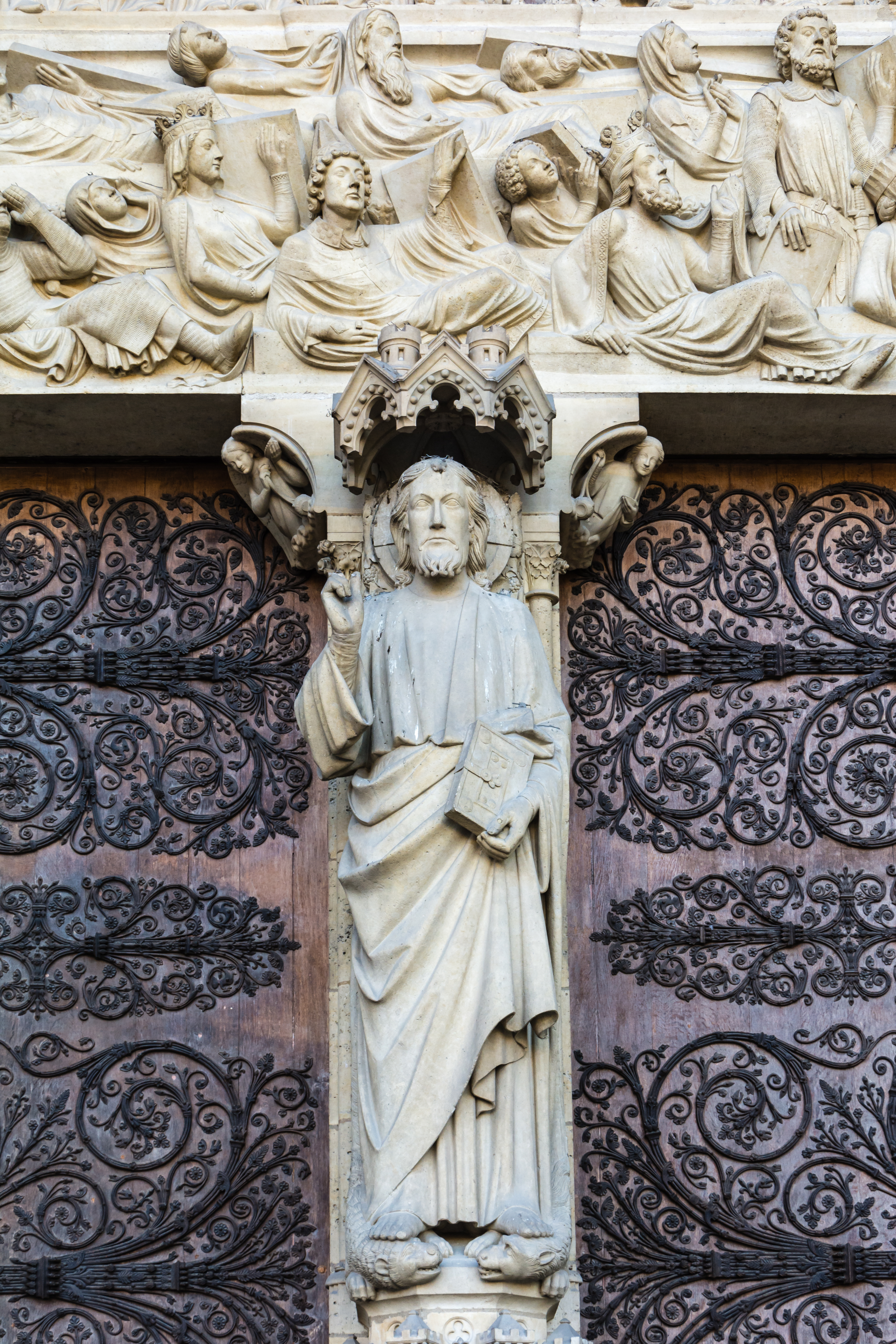
Trumeau nel Portale del Giudizio sulla cattedrale di Notre-Dame a Parigi

Per il trumeau, che era considerato il mobile più importante nell'arredamento settecentesco italiano, non si lesinò a spese: era generosamente intarsiato con legni di frutto e pregiati, con avorio graffiato e perfino con filetti e figure in argento; oppure era dipinto con fiori o cineserie e poi laccato; o era lastronato con legno di noce biondo o con radica di ulivo. Si conoscono esempi di trumò di fattura più semplice, in genere prodotti in provincia e con massello di noce. Anche in Olanda attecchì la moda del trumò e se ne conoscono esempi finemente intarsiati con legni di frutto e con elementi decorativi in ebano e in madreperla. Le ferramenta erano di bronzo, patinato o dorato al mercurio, e talvolta i pomelli dei cassettini sulla calatoia erano di avorio.
Il trumeau lombardo deriva da una tipica forma di ribalta, detta a urna, e ne conserva la linea fortemente bombata sui fianchi e arabescata nel profilo della cassettiera inferiore. A Verona il trumeau conservò i massicci laterali del piano ribaltabile, compatti, sporgenti e dotati di cassettini segretiː laterali derivati dalla tipica ribalta veronese.
Il trumeau piemontese si riconosce perché ha linee più semplici e rigide, è in legno di noce scuro massello o in mogano e ha sportelli superiori di legno, privi di specchio. In Inghilterra la moda del trumeau arrivò un po' in ritardo. Si conoscono esempi settecenteschi e ottocenteschi di mogano, dalla linea sobria e rigida e con gli sportelli superiori chiusi con vetro.
Nell'Ottocento continuò la moda del trumeau, ma la linea fu semplificata e irrigidita. A fine Ottocento e nei primi decenni del Novecento si produssero, soprattutto a Verona, copie di trumeau veneziani del Settecento, lastronati in noce biondo. Sono riconoscibili da quelli autentici del Settecento, per le serrature di moderna fattura e per gli schienali e la struttura della base, le cui assi sono tagliate a macchina e non a mano. Trumeau in stile se ne producono anche oggi, lastronati oppure dipinti e laccati. Sono venduti soprattutto sul mercato estero.